# Detlef Briesen
Detlef Briesen (* 1957) ist ein deutscher Historiker.

## Leben
1990 wurde er an der Universität zu Köln promoviert und 1998 habilitierte er sich an der Universität Siegen; an beiden Institutionen arbeitete er auch. Im Mai 2008 erhielt er eine eigene Stelle der Deutschen Forschungsgemeinschaft (DFG) an der Justus-Liebig-Universität Gießen und seit Oktober 2009 lehrt und forscht er als Privatdozent am dortigen Lehrstuhl für Zeitgeschichte.
Briesen war als Gastprofessor des Deutschen Akademischen Austauschdienstes (DAAD) in Hanoi, an der University of Delhi, der University of Madras und der University of California, Los Angeles tätig. Darüber hinaus fungiert er seit 2011 als DAAD-Berater für Vietnam, Laos und Kambodscha.
Er verantwortete diverse Forschungsprojekte – unter anderem für die Stiftung Volkswagenwerk, die Landesregierung von Nordrhein-Westfalen, die DFG, den DAAD, die Europäische Union, das International Graduate Centre for the Study of Culture (GCSC) und die Zukunftsinitiative Montanregionen (ZIM). Seine Forschungsschwerpunkte sind regional-, stadt-, wissenschafts- und kulturgeschichtliche Themen, die Geschichte der Globalisierung, Urbanisierung und der Raumplanung sowie die Geschichte Süd- und Ostasiens seit dem Zweiten Weltkrieg.

## Publikationen (Auswahl)
Monographien
- Detlef Briesen: Berlin – die überschätzte Metropole. Über das System der deutschen Hauptstädte von 1850 bis 1940. Bouvier Verlag, Bonn 1992, ISBN 3-416-02337-4.
- Detlef Briesen, Gerhard Brunn, Rainer S. Elkar, Jürgen Reulecke: Gesellschafts- und Wirtschaftsgeschichte Rheinlands und Westfalens (= Schriften zur politischen Landeskunde Nordrhein-Westfalens, Band 9). Kohlhammer Verlag, Stuttgart 1995, ISBN 978-3-170-13320-4.
- Detlef Briesen: Warenhaus, Massenkonsum und Sozialmoral. Zur Geschichte der Konsumkritik im 20. Jahrhundert. Campus-Verlag, Frankfurt am Main 2001, ISBN 3-593-36730-0.
- Detlef Briesen: Drogenkonsum und Drogenpolitik in Deutschland und den USA. Ein historischer Vergleich. Campus-Verlag, Frankfurt am Main 2005, ISBN 3-593-37857-4.
- Detlef Briesen: Das gesunde Leben. Ernährung und Gesundheit seit dem 18. Jahrhundert. Campus-Verlag, Frankfurt am Main 2010, ISBN 978-3-593-39154-0.

Herausgeberschaft
- Detlef Briesen, Jürgen Reulecke (Hrsg.): Regionalgeschichte. Ein Ansatz zur Erforschung regionaler Identität (= Informationen zur Raumentwicklung, Band 11). Bundesforschungsanstalt für Landeskunde und Raumordnung, Bonn 1993.
- Detlef Briesen, Klaus Weinhauer (Gast-Hrsg.): Thema A: Umkämpfte Räume. Delinquente Jugendkulturen in der zweiten Hälfte des 20. Jahrhunderts. In: Hans Merkens, Jürgen Zinnecker (Hrsg.): Jahrbuch Jugendforschung, 5. Ausgabe. Vs Verlag Für Sozialwissenschaften, Wiesbaden 2005, ISBN 978-3-531-14801-4, S. 13–90.
- Detlef Briesen, Jürgen Reulecke (Hrsg.): Historische Determinanten der Raumanalyse (= Informationen zur Raumentwicklung, Band 10/11), Bundesamt für Bauwesen und Raumordnung, Bonn 2007.
- Klaus Weinhauer, Detlef Briesen (Hrsg.): Jugend, Delinquenz und gesellschaftlicher Wandel. Bundesrepublik Deutschland und USA nach dem Zweiten Weltkrieg. Klartext Verlag, Essen 2007, ISBN 3-89861-637-1.
- Wendelin Strubelt, Detlef Briesen (Hrsg.): Raumplanung nach 1945. Kontinuitäten und Neuanfänge in der Bundesrepublik Deutschland. Campus-Verlag, Frankfurt am Main 2015, ISBN 978-3-593-50306-6.